# Qualificazioni al campionato mondiale di calcio 2014 - CAF - Seconda fase, gruppo B

## Classifica
| Squadre            | P.ti | G | V | N | P | GF | GS | DR |
| ------------------ | ---- | - | - | - | - | -- | -- | -- |
| Tunisia            | 14   | 6 | 4 | 2 | 0 | 13 | 6  | +7 |
| Capo Verde         | 9    | 6 | 3 | 0 | 3 | 9  | 7  | +2 |
| Sierra Leone       | 8    | 6 | 2 | 2 | 2 | 10 | 10 | 0  |
| Guinea Equatoriale | 2    | 6 | 1 | 2 | 4 | 6  | 15 | -9 |

## Risultati
| Arbitro: | William Agbovi |

|                        |           |              |
| M. Kamara 11’ Suma 26’ | Marcatori | 90+3’ Soares |

| Arbitro: | Mehdi Abid Charef |

|                            |           |            |
| Jemâa 51’ Hammami 56’, 86’ | Marcatori | 34’ Epitié |

| Arbitro: | Adam Cordier |

|                  |           |                        |
| Juvenal 14’, 40’ | Marcatori | 22’ Barlay 25’ Bangura |

| Arbitro: | Rédouane Jiyed |

|            |           |                       |
| Fortes 26’ | Marcatori | 14’ Khelifa 46’ Jemâa |

| Arbitro: | Mal Souley Mohamadou |

|                        |           |               |
| Darragi 57’ Khazri 72’ | Marcatori | 74’ A. Kamara |

| Arbitro: | Mahamadou Keita |

|                                      |           |                             |
| N'sue 3’, 16’ (rig.), 78’ Rincón 87’ | Marcatori | 5’, 84’ Djaniny 18’ Platini |

| Arbitro: | Helder Martins de Carvalho |

|                         |           |           |
| Babanco 17’ Djaniny 52’ | Marcatori | 54’ Obina |

| Arbitro: | Eric Otogo-Castane |

|                        |           |                                    |
| K. Kamara 38’ Suma 70’ | Marcatori | 55’ (rig.) Darragi 89’ Ben Youssef |

| Arbitro: | Anthony Ramsy Raphael |

|            |           |  |
| Héldon 13’ | Marcatori |  |

| Arbitro: | Bernard Camille |

|                    |           |                    |
| Juvenal 36’ (rig.) | Marcatori | 64’ (rig.) Darragi |

| Arbitro: | Mohamed Hussein El-Fadil |

|                                          |           |                        |
| Bangura 21’ Kargbo 40’ (rig.) Kamara 70’ | Marcatori | 87’ Juvenal 89’ Bolado |

| Arbitro: | Bakary Gassama |

|  |           |                        |
|  | Marcatori | 28’ Platini 42’ Héldon |